# Бернхард II (Золмс-Браунфелс)
Бернхард II фон Золмс-Браунфелс (на немски: Bernhard II von Solms-Braunfels; * ок. 1400 † 6 август 1459) е граф на Золмс-Браунфелс, господар на Браунфелс, Грайфенщайн, Мюнценберг и Хунген.

## Произход
Той е син на граф Ото I фон Золмс-Браунфелс († 1410) и съпругата му графиня Агнес фон Фалкенщайн-Мюнценберг († 1409), дъщеря на Филип VI фон Боланден-Фалкенщайн († 1373) и Агнес фон Фалкенщайн-Мюнценберг († 1380), дъщеря на Филип V фон Фалкенщайн-Боланден († 1365/1343) и Елизабет фон Ханау († 1389). По-малкият му брат е граф Йохан фон Золмс-Лих († 1457).
Той е погребан в манастир Алтенберг.

## Фамилия
Бернхард II се жени през 1421 г. за графиня Елизабет фон Изенбург-Бюдинген (* ок. 1405; † 1 август 1451), дъщеря на граф Йохан II фон Изенбург-Бюдинген († 1408) и Маргарета фон Катценелнбоген († 1438), дъщеря на граф Дитер VIII фон Катценелнбоген († 1402) и графиня Елизабет фон Насау-Висбаден († 1389), дъщеря на Адолф I фон Насау-Висбаден (1307 – 1370), внук на крал Адолф от Насау-Висбаден († 1298). Те имат децата:
- Руперт „Слепия“ (* 1424; † 8 юни 1499), домхер (1453), приор (1459 – 1499), катедрален кантор (1469 – 1482) в Св. Йоан Баптист в Майнц, приор на Св. Стефан в Майнц (1470 – 1499)
- Ото II (* 22 ноември 1426; † 29 януари 1504), граф на Золмс-Браунфелс, женен на 1 януари 1464 г. в Майнц за графиня Анна фон Насау-Висбаден (ок. 1443 – 1480)
- Филип (* 18 май 1431; † 1500), тевтонски рицар
- Агнес (* 23 февруари 1435; † 17 ноември 1490), абатиса на Алтенберг (1453)
- Бернхард (* 25 септември 1436; † 4 април 1503), домхер в Кьолн (1445), каноник в Св. Ламберт в Лиеж (1447 – 1450), каноник в Св. Андреас в Кьолн (1450), архдякон в Лиеж (1453 – 1503), домхер в Трир, каноник в Св. Гереон (1454), катедрален приор в Трир (1492)
- Елизабет († 1 юни 1486), монахиня (Sacristan) в Алтенберг
- Маргарета, омъжена за Салентин фон Изенбург
- Буркхард († сл. 1454)